# Eksplozja w katedrze
Eksplozja w katedrze (hiszp. El siglo de las luces) – powieść Alejo Carpentiera, którą wydano w 1962 roku.
Na język polski powieść przełożyła Kalina Wojciechowska, a tłumaczenie ukazało się po raz pierwszy w 1966 roku, w serii „Nike” (wyd. „Czytelnik”).

## Zarys fabuły
W powieści opisana jest historia rodzeństwa z Hawany: Carlosa, Estebana i Sophii. Po śmierci ojca, który był kupcem, znajdują się oni pod wpływem Wiktora Huguesa – jakobina, masona, rewolucjonisty. Akcja toczy się poprzez lata, a większość zdarzeń ma miejsce na Karaibach oraz we Francji. Ilustruje czasy przed rewolucją francuską, samą rewolucję, terror jakobiński i czasy napoleońskie. A wszystko widziane przez pryzmat losów rodzeństwa oraz samego Wiktora.